# Cochleomeritus lysidici
Cochleomeritus lysidici is een soort in de taxonomische indeling van de Myzozoa, een stam van microscopische parasitaire dieren. Het organisme komt uit het geslacht Cochleomeritus en behoort tot de familie Lecudinidae. Cochleomeritus lysidici werd in 1944 ontdekt door Tugawa.